# Grekland i olympiska sommarspelen 1980
Grekland deltog i de olympiska sommarspelen 1980 i Moskva med en trupp bestående av 43 deltagare. Totalt vann de tre medaljer och slutade på tjugoandra plats i medaljligan.

## Medaljer

### Guld
- Stelios Mygiakis - Brottning, grekisk-romersk stil, fjädervikt

### Brons
- Georgios Hatziioannidis - Brottning, fristil, fjädervikt
- Tasos Bountouris, Tasos Gavrilis och Aristidis Rapanakis - Segling, soling

## Brottning
Lätt tungvikt, grekisk-romersk
- Georgios Pozidis

Tungvikt, grekisk-romersk
- Georgios Pozidis

Lätt flugvikt, grekisk-romersk
- Babis Kholidis

Fjädervikt, fristil
- Georgios Khatziioannidis - Bronze Medal

Fjädervikt, grekisk-romersk
- Stelios Mygiakis - Gold Medal

## Friidrott
Herrarnas 100 meter
- Lambros Kefalas
  - Heat — 10,70
  - Kvartsfinal — 10,62 (→ gick inte vidare)

Herrarnas 200 meter
- Nikolaos Angelopoulos
  - Heat — 21,98 (→ gick inte vidare)

Herrarnas maraton
- Michael Koussis
  - Final — 2:18:02 (→ 20:e plats)

Herrarnas 20 km gång
- Aristidis Karageorgos
  - Final — 1:36:53,4 (→ 15:e plats)

Herrarnas 50 km gång
- Aristidis Karageorgos
  - Final — 4:24:36 (→ 12:e plats)

Herrarnas längdhopp
- Dimitrios Delifotis
  - Kval — 7,74 m (→ gick inte vidare)

Damernas längdhopp
- Maroula Lambrou
  - Kval — 6,37 m (→ gick inte vidare, 15:e plats)

Damernas spjutkastning
- Sofia Sakorafa
  - Kval — ingen notering (→ gick inte vidare)

## Rodd
Herrarnas tvåa utan styrman
- Georgios Kourkoumbas
- Nikolaos Ioannidi

Herrarnas singelsculler
- Kostas Kontomanolis

## Segling
Soling
- Aristidis Rapanakis - Bronze Medal
- Anastasios Gavrilis - Bronze Medal
- Tasos Bountouris - Bronze Medal

Finnjolle
- Ilias Khatzipavlis